# Pakistan International Airlines
Pakistan International Airlines (en urdu: پاکستان انٹرنیشنل ایئر لائنز‎), también conocida como PIA, es la aerolínea nacional del Pakistán que opera vuelos de pasajeros y de carga.

## Características
Es la única aerolínea estatal del país, luego de su independencia. Sus bases de operaciones principales son el Aeropuerto Internacional Jinnah (en Karachi), el Aeropuerto Internacional Allama Iqbal (en Lahore), y el Aeropuerto Internacional de Islamabad (en Rawalpindi). La aerolínea también cuenta con bases secundarias, entre las que se destacan el Aeropuerto Internacional de Peshawar, Aeropuerto Internacional de Faisalabad, Aeropuerto Internacional de Quetta y el Aeropuerto Internacional de Multan, desde el cual conecta las ciudades metropolitanas con las bases principales y los destinos en Oriente Medio y el Lejano Oriente. La aerolínea también ha sido seleccionada como la aerolínea oficial para las celebraciones "Destination Pakistan 2007".

## Historia
La historia de Pakistan International Airlines se remonta a la época en la que Pakistán aún no era una nación. En 1946, Muhammed Ali Jinnah, también conocido como Quaid-e-Azam, observó la necesidad de una red de transporte aéreo para el país en formación. Para ello, buscó el apoyo de un industrial experimentado, llamado Mirza Ahmad Ispahani.
Orient Airways, fue registrado en Calcuta el 23 de octubre de 1946. En febrero de 1947, tres aeronaves DC-3 fueron adquiridas a una compañía de Texas, y en mayo de ese mismo año, la aerolínea obtuvo la licencia para volar. Los servicios fueron iniciados en junio desde Calcuta a Sittwe y Rangún. Este fue el primer vuelo de una aerolínea registrada del Asia Meridional en la posguerra. 
Dos meses después del inicio de sus servicios, se formó la nación de Pakistán. Orient Airways inició vuelos al país recientemente formado, y poco después, trasladó su centro de operaciones a Karachi, desde donde inauguró la importante ruta que la unía con Lahoré y Peshawar, y con Quetta y Lahoré.
El Gobierno de Pakistán, se dio cuenta de que las operaciones se estaban volviendo poco redituables económicamente, por lo que sugirió a la aerolínea una fusión a una nueva aerolínea que el Gobierno estaba planeando. El 11 de marzo de 1955 Orient Airways se fusionó con la aerolínea propuesta por el Gobierno, convirtiéndose en Pakistan International Airlines Corporation. Durante el mismo año, la aerolínea inauguró su primer servicio internacional, bajo el nombre de PIA (Pakistan International Airlines), desde Karachi al Aeropuerto de Londres-Heathrow en Londres (Reino Unido) vía el Aeropuerto Internacional de El Cairo en El Cairo (Egipto) y el Aeropuerto de Roma-Fiumicino en Roma (Italia), utilizando aeronaves Lockheed Constellation. Los DC-3 continuaron operando los vuelos de cabotaje en Pakistán. 

### Las décadas de 1950 y 1960
En 1956 PIA ordenó dos aeronaves Super Lockheed Constellation y cinco Vickers Viscount. En 1959, Nur Khan fue nombrado director administrativo. 
En marzo de 1960, PIA se convirtió en la primera aerolínea de Asia en ingresar a la Era del Jet al iniciar un servicio con un Boeing 707. La aeronave fue alquilada por Pan American World Airways y en 1961 se iniciaron servicios al Aeropuerto Internacional John F. Kennedy en Nueva York, que por entonces era conocido como Aeropuerto de Idlewild. En 1962, se realizaron pedidos de Boeing 720, Fokker F27 y helicópteros Sikorsky. Uno de los Boeing 727 de la compañía rompió un récord aquel año, cuando cubrió en un vuelo directo la ruta Karachi-Londres en menos de siete horas. Durante 1962, los servicios a Pakistán Oriental (actual Bangladés) resultaron ser dificultosos, razón por la cual PIA realizó el pedido de los helicópteros Sikorsky S-61 con el objetivo de cubrir esas rutas hasta 1966, cuando las condiciones mejoraron.
En 1964 nuevamente PIA hizo historia al convertirse en la primera aerolínea de un país no comunista en volar a la República Popular China. Cuando comenzó la Guerra Indo-Pakistaní de 1965, PIA apoyó a las fuerzas pakistaníes con logística y transporte. En 1966, los Viscounts fueron retirados y sustituidos por aeronaves Trident. Sin embargo, estos fueron posteriormente vendidos a CAAC, la aerolínea de la China comunista. 

### Las décadas de 1970 y 1980
La década de 1970 estuvo marcada por la adición de los vuelos transatlánticos y nuevos destinos. Nuevamente apoyó a la Armada Pakistaní, transportando soldados a Pakistán Oriental durante la Guerra Indo-Pakistaní de 1971 y perdió parte de sus aeronaves en mano de la Fuerza Aérea de la India. En 1972 se ofreció a operar vuelos a Libia y un acuerdo fue firmado con la aerolínea yugoslava JAT. En 1973, los McDonnell Douglas DC-10 fueron recibidos y utilizados por la aerolínea antes de ser reemplazados por los Boeing 747. 
En 1974 se iniciaron los servicios de transporte de carga, así como un servicio internacional a Nueva York. En 1975, nuevos uniformes fueron introducidos para el personal de a bordo, y en 1976, los Boeing 747 alquilados entraron en servicio, los cuales se convirtieron desde entonces en un símbolo de la flota de la aerolínea. Además en 1978 la aerolínea proveyó de ayuda a Somali Airlines, Air Malta y Yemenia; y estableció un servicio de administración de hoteles en los Emiratos Árabes Unidos. PIA además alquiló dos de sus propios Boeing 727 a Air Malta durante la década de 1970. 
La década de 1980 empezó con la inauguración de un centro de carga en Karachi. En 1981, PIA fue reconocida como la "aerolínea más eficiente de la operación Hajj", y un servicio de venta libre de impuestos fue inaugurado. A partir de 1982 se empezó a utilizar las aeronaves Airbus A300. En 1984, los servicios nocturnos fueron incorporados. En 1985 la atracción turística PIA Planetarium fue inaugurada en Karachi y luego en Lahore, esta última con una exposición de un Boeing 707 abierta para el público en general. Durante el mismo año, cinco Boeing 737 se sumaron a la flota. Dos Boeing 727 de Pakistan International Airlines forman en la actualidad parte de las exhibiciones Planetarium en Karachi y Lahore. Entre principios de 1987 y 1988 fueron introducidos vuelos a Malé y al Aeropuerto Internacional de Toronto-Pearson. En 1989, las primeras pilotos empezaron a comandar vuelos comerciales de pasajeros.

### La década de 1990
A principios de la década de 1990, PIA se desarrolló bajo la supervisión de varios presidentes del directorio, principalmente Mumtaz Hameed. PIA recibió el primero de sus seis aeronaves Airbus A310-308 el 25 de junio de 1991. En 1992, empezó a volar a Tashkent y en 1993, al Aeropuerto Internacional de Zúrich en Suiza. Además Pakistan International Airlines se sumó a los usuarios de los sistemas de distribución global Sabre, Galileo y Amadeus. Durante 1994 PIA agregó más destinos con Yakarta, Fujairah, Bakú y Al-Ain y por primera vez fueron lanzados vuelos safari utilizando un Boeing 737. En 1995, un simulador de vuelo de Boeing 747 fue recibido, y una aeronave Airbus A300 utilizada previamente por Air France fue adquirida. En 1996 la aerolínea alquiló una aeronave Túpolev Tu-154, y reinauguró servicios al Aeropuerto Internacional de Beirut en el Líbano. Sin embargo, PIA únicamente utilizó el Tupolev Tu-154 por un período corto para afrontar la demanda adicional durante el verano de 1996.

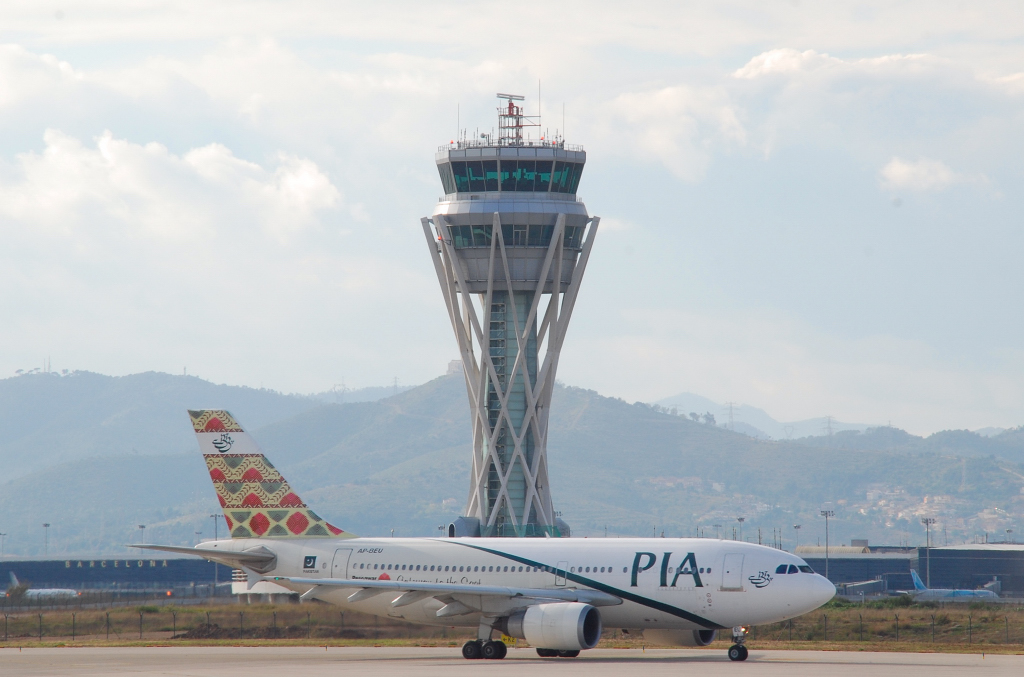
Airbus A310-300 Matrícula AP-BEU 'Peshawar' Primer vuelo de PIA a Barcelona desde Lahore (29/03/2009).

En 1999 la aerolínea alquiló cinco aeronaves Boeing 747-300 de Cathay Pacific para reemplazar sus viejos Boeing 747-200. La aeronave tenía un nuevo esquema de colores con la imagen de un Pashmina en la cola y el fuselaje blanco, y el nombre "Pakistan" grande en la parte delantera del fuselaje. El esquema de colores fue aplicada a parte de la flota durante los '90, pero debido a su escasa popularidad, el esquema de colores fue suprimido y repintado con el anterior esquema. Los Boeing 747-300 mantuvieron la nueva imagen, aunque con una cola en gris con las siglas PIA. 

### ElsigloXXI
En julio de 2002, PIA adquirió seis aeronaves Boeing 747-300 de Cathay Pacific, cinco de los cuales ya estaban siendo utilizados bajo alquiler por PIA. El sexto fue recibido poco tiempo después. Los Boeing 747-300 son utilizados principalmente para volar al Reino Unido, Estados Unidos y Arabia Saudita con algunas rutas nacionales que incluyen Karachi-Lahore y Karachi-Islamabad.

#### Boeing 777
A fines de octubre de 2002, la aerolínea adquirió ocho aeronaves Boeing 777 a Boeing, incluyendo tres 200ER (Extended Range o de Alcance Extendido), dos 200LR (Longer Range o de Largo Alcance) y tres 300ER. PIA fue el primer comprador y así revivió el proyecto Boeing 777-200LR, que hasta entonces, sólo tenía pedidos por tres unidades, ordenados por EVA Air. Los primeros dos Boeing 777-200LR producidos fueron aeronaves de prueba para la variante -200LR utilizada por Boeing, previo a su envío a PIA. Uno de estos Boeing 777-200LR fue expuesto en el Paris Air Show 2005. PIA ha dicho que quizá adquiera tres 777-200LR adicionales para utilizarlos en sus rutas a Norteamérica. PIA se convirtió en el cliente que lanzó el B777-200LR cuando ordenó la familia de aeronaves Boeing 777. 
En enero de 2004, PIA recibió sus primeros 777-200ER de Boeing y a marzo los tres 777-200ER estuvieron en servicio. Las aeronaves Boeing 777 actualmente están cubriendo las rutas internacionales al Reino Unido, Canadá y los Estados Unidos, y rutas nacionales Karachi-Lahore-Karachi y Karachi-Islamabad-Karachi. PIA también cuenta con seis Airbus A310-300/ET usados que le alquiló Airbus por medio de un contrato a diez años. Las aeronaves están volando en la mayoría de las rutas internacionales y domésticas.

## Flota

### Flota Actual
La flota de Pakistan International Airlines incluye las siguientes aeronaves (a septiembre de 2022):
| Aeronave         | Total | Órdenes | Notas |
| ---------------- | ----- | ------- | --- |
| ATR 42-500       | 3     | —       | Dos se perdieron en incidentes: uno en 2009 y el otro en 2012. Mientras que otro se perdió fatalmente en el vuelo 661. |
| ATR 72-500       | 1     | —       | |
| Airbus A320-200  | 13    | 2       | Tres pintados con la librea retro 1960. Uno perdido en el accidente del vuelo 8303.                                    |
| Boeing 777-200ER | 6     | —       | Uno pintado con la librea retro 1960                                                                                   |
| Boeing 777-240LR | 2     | —       | |
| Boeing 777-340ER | 4     | —       | |
| TOTAL:           | 29    | 2       | |

La flota de PIA posee a septiembre de 2022 una edad promedio de 14.9 años.

## Destinos

### Código compartido
- Ürümqi operado por China Southern Airlines desde Islamabad.

Códigos compartidos en ciudades donde también opera PIA.
- Bangkok operado por Thai Airways International desde Karachi, Lahore e Islamabad.
- Estambul desde Karachi, y Fráncfort del Meno desde Estambul, operado por Turkish Airlines.

## Accidentes e incidentes
Pakistan International Airlines experimentó su primera pérdida de casco registrada en 1956: un Douglas DC-3 voló a una montaña el 25 de febrero de ese año en un vuelo de carga de Gilgit a Islamabad en mal tiempo, matando a los tres miembros de la tripulación a bordo. Desde entonces, la aerolínea ha perdido más de treinta aviones en accidentes y otros eventos, incluidos otros veinte accidentes fatales. También ha habido al menos ocho incidentes de secuestro de aviones de la aerolínea entre 1971 y 2017.
- El 1 de julio de 1957, un Douglas DC-3, registrado AP-AJS, operando un vuelo doméstico desde Chittagong a Daca en Pakistán Oriental (ahora Bangladés), se estrelló en una marisma en la Bahía de Bengala, matando a los veinte pasajeros y cuatro miembros de la tripulación.

- El 15 de mayo de 1958, un Convair CV-240 con el registro AP-AEH, que operaba como el vuelo 205 de Delhi a Karachi, se estrelló y se incendió momentos después de que despegó del aeropuerto Palam de Delhi en una noche sin luna en condiciones polvorientas. La investigación atribuyó el accidente al capitán que experimentó una ilusión somatogravic nocturna, lo que provocó que el avión descendiera poco después de despegar. Cuatro de los seis miembros de la tripulación y veintiuno de los treinta y ocho pasajeros a bordo murieron, además dos personas en tierra.

- El 18 de mayo de 1959, un Vizconde Vickers de cuatro meses con el registro AP-AJC sufrió daños irreparables en un accidente de aterrizaje en el aeropuerto internacional de Islamabad. El avión se salió de la pista hacia un canal de agua de lluvia, no hubo víctimas mortales.

- El 26 de marzo de 1965, un Douglas DC-3 registrado AP-AAH se estrelló en un terreno montañoso cerca del Paso Lowari en un vuelo doméstico de Peshawar a Chitral, matando a los cuatro miembros de la tripulación y a dieciocho de los veintidós pasajeros a bordo.

- El 20 de mayo de 1965: Vuelo 705 de Pakistan International Airlines, 121 muertos.

- El 6 de agosto de 1970, un Fokker F27 Friendship, registro AP-ALM, operando un vuelo doméstico de Rawalpindi a Lahore, se estrelló a alta velocidad unos minutos después de despegar de Lahore en un clima tormentoso. Los veintiséis pasajeros y cuatro miembros de la tripulación a bordo murieron.

- El 3 de diciembre de 1971, las fuerzas de seguridad francesas frustraron el intento de un ciudadano francés de secuestrar un vuelo de la PIA de París a Karachi.

- El 6 de diciembre de 1972, un Fokker F27 Friendship, registro AP-AUS, operando un vuelo doméstico entre Gilgit y Rawalpindi en clima lluvioso como el Vuelo 631, se estrelló en un terreno montañoso. No hubo sobrevivientes entre los veintidós pasajeros y cuatro miembros de la tripulación a bordo.

- El 20 de enero de 1978, un avión de la PIA en Karachi con 22 pasajeros a bordo fue secuestrado por un pistolero que solicitó ser trasladado a la India. El entonces presidente de PIA, Air Marshal (Retd) Nur Khan abordó el avión para negociar con el secuestrador. Recibió una herida de bala mientras intentaba desarmar al secuestrador, pero aun así logró dominarlo.

- El 26 de noviembre de 1979, el vuelo 740 de PIA era un Boeing 707-320C que se estrelló después del despegue del aeropuerto internacional de Jeddah para un vuelo a Karachi, lo que resultó en 156 muertes.

- El 2 de marzo de 1981, tres hombres armados secuestraron el vuelo 326 y lo llevaron a Kabul. Durante casi dos semanas, más de 100 pasajeros permanecieron cautivos en el Boeing 720 hasta que Pakistán liberó a 55 prisioneros. Un pasajero, el diplomático paquistaní Tariq Rahim, fue asesinado durante el secuestro.

- El 4 de febrero de 1986, un Boeing 747 registrado como AP-AYW, aterrizó sin tren de aterrizaje en el aeropuerto de Islamabad alrededor de las 9:00 a. m. El avión operaba el vuelo 300 desde Karachi con 247 pasajeros y 17 miembros de la tripulación a bordo. Todos sobrevivieron a este accidente causado por un error del piloto.

- El 23 de octubre de 1986, un avión Fokker F27 se estrelló durante la aproximación al aeropuerto de Peshawar. De los 54 pasajeros y tripulantes a bordo, 13 murieron en el accidente.

- El 25 de agosto de 1989, vuelo 404 de PIA, un Fokker F27 se estrelló contra una montaña después de despegar del aeropuerto de Gilgit. Los 54 pasajeros y la tripulación a bordo murieron. El avión y las personas a bordo siguen desaparecidas.

- El 28 de septiembre de 1992, el vuelo 268 de PIA, un Airbus A300B4-200 de registro AP-BCP, se estrelló al acercarse al Aeropuerto Internacional Tribhuvan de Katmandú. Los 167 a bordo murieron.

- El 25 de mayo de 1998, un Fokker F27 que operaba como el vuelo 544 fue secuestrado. Todos los pasajeros y la tripulación escaparon ilesos durante el incidente.

- El 10 de julio de 2006, el vuelo 688 de PIA, un Fokker F27 que operaba desde Multan a Lahore y luego a Islamabad, se estrelló en un campo después de estallar en llamas unos minutos después del despegue del Aeropuerto Internacional de Multan. Los 41 pasajeros y 4 miembros de la tripulación a bordo fallecieron.

- El 31 de agosto de 2012, un ATR 42-500, registro AP-BHJ, que operaba el vuelo 653 de Islamabad a Lahore, aterrizaba en el aeropuerto internacional Allama Iqbal cuando golpeó la pista y se detuvo en un área cubierta de hierba en el lado derecho de la pista 36R. No hubo víctimas mortales entre los 42 pasajeros y los 4 miembros de la tripulación. El avión sufrió daños irreparables y se retiró del servicio.

- El 11 de febrero de 2013, un avión Boeing 737, registro AP-BEH, estaba operando el vuelo 259 de Islamabad a Mascate a través de Sialkot cuando su tren de aterrizaje principal del lado del puerto colapsó durante el aterrizaje en el aeropuerto internacional de Mascate. No hubo víctimas mortales entre los 107 pasajeros y los 7 miembros de la tripulación a bordo del avión. El avión sufrió daños irreparables y se retiró del servicio.

- El 24 de junio de 2014, el registro de Airbus A310-300, registro AP-BGN, estaba operando el vuelo 756 de Riad a Peshawar con 178 pasajeros y 12 miembros de la tripulación a bordo cuando fue alcanzado por disparos durante su aproximación de aterrizaje en el aeropuerto internacional de Bacha Khan, Peshawar. El avión aterrizó con seguridad, pero un pasajero murió y dos miembros de la tripulación resultaron heridos. El avión sufrió daños, pero luego fue transportado a Karachi para su reparación.

- El 7 de diciembre de 2016, el vuelo 661 de PIA, operado por un avión ATR 42-500 registrado AP-BHO, se estrelló en Havelian, Pakistán mientras se dirigía desde Chitral a Islamabad, matando a las 47 personas a bordo.

- El 22 de mayo de 2020, vuelo 8303 de PIA, un vuelo operado por un avión Airbus A320-200 registrado AP-BLD, se estrelló sobre un barrio cerca del aeropuerto pakistaní de Karachi. La aeronave transportaba a bordo a 99 personas (91 pasajeros y 8 tripulantes), falleciendo 97 de sus ocupantes y una persona en tierra, sobreviviendo 2 de los pasajeros.